# Chiesa dei Santi Pietro e Paolo (Astano)
La chiesa parrocchiale dei Santi Pietro e Paolo è un edificio religioso che si trova ad Astano, in Canton Ticino.

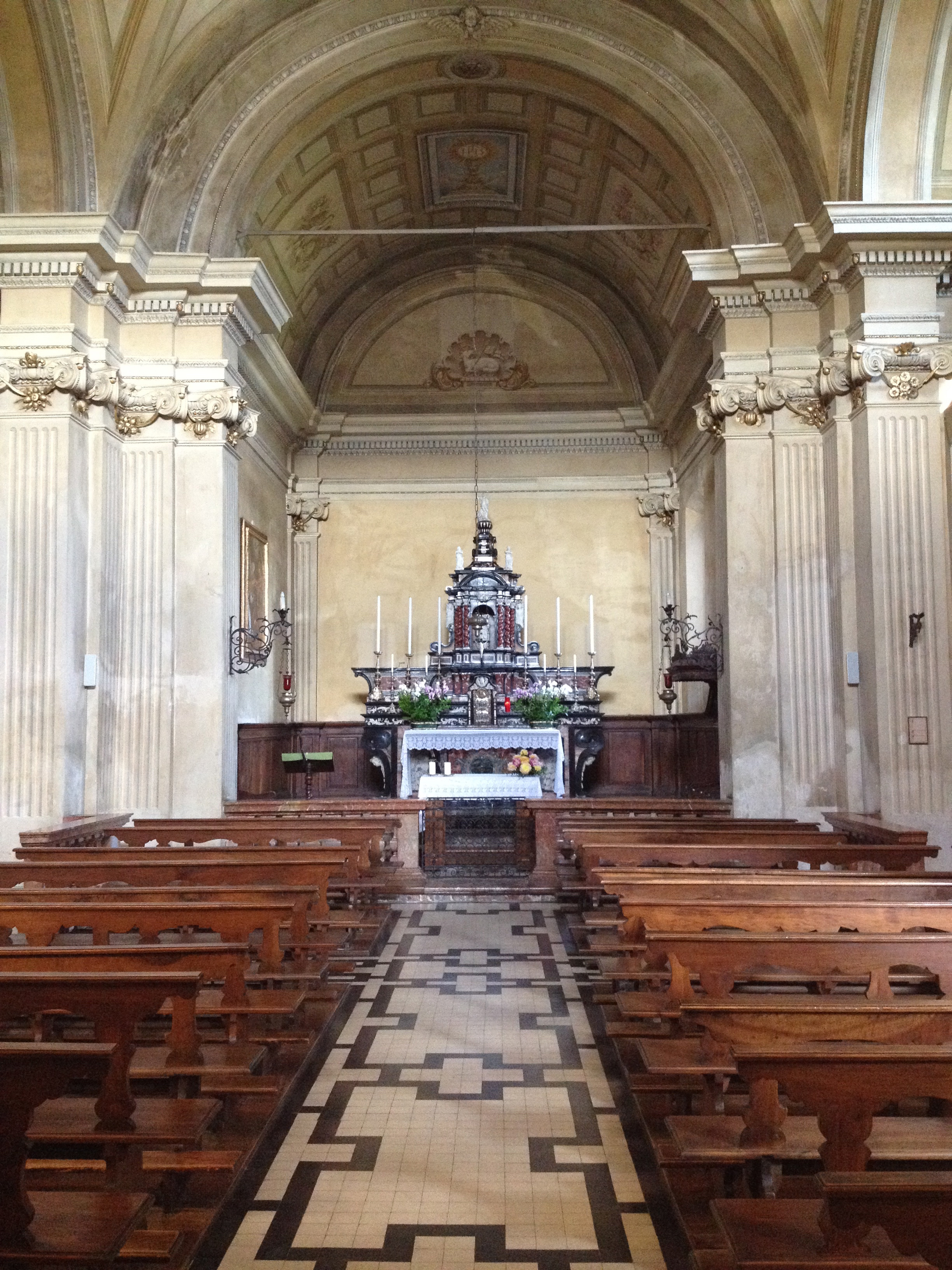
Interiore

## Storia
Documenti storici citano nel 1444 una cappella costruita su questo sito, successivamente demolita per far spazio alla chiesa: costruita a partire dal 1636, venne ultimata nel 1706.

## Descrizione
La chiesa ha una pianta ad unica navata, sovrastata da una volta a botte lunettata. Sui fianchi della navata sono state realizzate 4 cappelle laterali, in una delle quali si trova il fonte battesimale.